# Inghilbertus
Inghilbertus (v. 1165 - v. 1230)[réf. nécessaire] est un prêtre italien, musicologue et pédagogue.

## Biographie
Inghilbertus est un prêtre originaire de Pistoia, en Toscane, sans doute en fonction à Lucques vers 1292. Il a été le maître de Guido Fabe, professeur de rhétorique à l'université de Bologne et auteur d'une Ars musica.

## Écrits relatifs à la musique
- Diversi et singuli volentes ecclesiasticum cantum sive artis musicae officium exercere (explications des termes grecs du «grand système parfait»), manuscrit daté de 1292 conservé à la Bibliothèque d'État de Berlin[3]. Ce traité a été composé à l'intention des chantres[2].